# Требушкин, Руслан Валерьевич
Руслан Валерьевич Требушкин (укр. Руслан Валерійович Требушкін; род. 27 ноября 1975, Донецк) — украинский политик, городской голова Покровска. Народный депутат Украины 9-го созыва с 2019 года. Городской голова Покровска.

## Биография
Родился 27 ноября 1975 года в Донецке. В 2006 году окончил Донецкий государственный университет управления, магистр финансов.
- С 1994 по 2001 год —директор ЧП «Руслан».
- С 2001 по 2002 год — директор ООО «Донмет».
- С 2002 по 2005 год — советник Димитровского городского головы.
- С 2005 по 2009 год — президент ООО «Донмет».
- С 2009 по октябрь 2010 года — директор Димитровского многоотраслевого объединения коммунального хозяйства.
- С 12 ноября 2010 года — Димитровский городской голова.
- 21 июля 2019 года Руслан Требушкин избран в Верховную Раду Украины 9 созыва по мажоритарному округу №50. Выдвиженец от политической партии "Оппозиционный блок"[4].

## Партийное досье
- С 2001 по 2005 год — голова Димитровской организации Союза молодежи регионов Украины.
- С 2008 года — член Партии регионов.
- С 2010 по 2015 год — городской голова города Мирноград (Димитров) Донецкой области.
- С марта 2014 года — избран в политсовет облорганизации Партии регионов.
- В 2014 году Руслан Требушкин впервые баллотировался в Верховную Раду Украины.
- С 2015 по 2019 год был городским головой города Покровск (Красноармейск) Донецкой области.
- В 2020 году был переизбран на должность городского головы Покровска (Красноармейска)[5].

## Звания, чины, регалии
- Благодарности Премьер-министра Украины, Министерства культуры Украины, Донецкого областного совета;
- Медаль «Независимость Украины» III степени;
- Почётный житель города Мирноград;
- Номинант премии «Мэр года — 2018»